# Ochna madagascariensis
Ochna madagascariensis är en tvåhjärtbladig växtart som beskrevs av Dc.. Ochna madagascariensis ingår i släktet Ochna och familjen Ochnaceae. Utöver nominatformen finns också underarten O. m. humblotiana.